# جامعة أخناتون
جامعة أخناتون هي جامعة خاصة بمركز وادى النطرون بمحافظة البحيرة مملوكة للشركة المصرية العالمية للعلوم والتكنولوجيا والخدمات التعليمية برئاسة الدكتور صديق عفيفي.

## الكليات
- كلية صيدلة
- كلية أسنان
- كلية طب بشري
- كلية علاج طبيعي
- كلية إعلام
- كلية سياحة
- كلية فنادق
- كلية حاسبات
- كلية علوم إدارية
- كلية علوم اقتصادية

، كما ستضم مركزًا تدريبيًا لإعداد الفنيين لاحتياجات المصانع العاملة بالمنطقة الصناعية بوادي النطرون ومركزا للأبحاث الدولية لدراسات التنمية المستدامة ومركزًا لخدمة المجتمع وتعليم الكبار.